# Кастелдарне (Болцано)
Кастелдарне је насеље у Италији у округу Болцано, региону Трентино-Јужни Тирол.
Према процени из 2011. у насељу је живело 917 становника. Насеље се налази на надморској висини од 795 м.